# Penisola di Kerč'
La penisola di Kerč' è una penisola della Crimea, di cui costituisce la propaggine orientale; prende il nome dal principale centro urbano della regione, la città di Kerč'.
La penisola è bagnata a nord dal Mar d'Azov e a sud dal Mar Nero, mentre a est lo stretto di Kerč' la separa dalla penisola di Taman' nella Russia meridionale; a ovest la penisola di Kerč' è collegata al resto della Crimea dall'istmo di Parapach, ampio circa 17 chilometri, esteso tra la parte terminale della Striscia di Arabat a nord e la baia di Feodosia a sud. La parte nord della penisola è prevalentemente collinosa e caratterizzata da una serie di piccoli laghi salati, mentre la parte sud è pianeggiante e stepposa; la penisola ha una superficie totale di circa 3.000 km².
Come il resto della Crimea, anche la penisola di Kerč' è ufficialmente parte dell'Ucraina ma de facto amministrata, a partire dal 2014, dalla Russia come parte della Repubblica autonoma di Crimea; amministrativamente il territorio della penisola ricade quasi per intero nel distretto di Lenino, tranne che per quanto riguarda l'estremo lembo orientale che ricade nella municipalità autonoma di Kerč'.